# 苯并［c］芴
苯并[c]芴是一种稠环芳香烃，化学式为C17H12。它是煤焦油和香烟燃烧的烟的组成部分，被认为是其致癌的主要因素。
它可由1-(2-溴苯基)萘和三甲基硅基重氮甲烷为原料在四(三苯基膦)钯催化下反应制得，或由1-(2-氯甲基苯基)萘和碳酸铯在催化反应得到。